# Dobiško jezero
Dobiško jezero (nemško Aichwalder See) se nahaja v občini  Bekštanj na avstrijskem Koroškem  jugovzhodno od znamenitejšega  Baškega jezera . .

## Opis
Malo in dokaj plitvo Dobiško jezero se nahaja na nadmorski višini 554 m. Ima površino 3,3 ha in je močvirnatega značaja. In čeprav je prav zaradi tega tudi nekoliko motno, je kakovost vode »zelo dobra«.   Poleg prevladujočih ploščič (znanstveno ime Abramis brama), ki je sladkovodna riba iz družine krapovcev, najdemo v jezeru še deset drugih vrst rib ter potočne rake.  Jezero ima več manjših dotokov, od katerih nekateri le občasno pritekajo, odtok pa je Borovnica (nem. Worounitzabach), ki se izliva v Baško jezero.

## Krajinsko varstveno področje
Jezero obdaja 24 ha veliko krajinsko varstveno področje deželni zakonik/LGBl. štev. 41/1970). Na južni obali se nahaja javno kopališče, pozimi pa ureja drsališče na ledu drsalno društvo z Vrbskega jezera (»Eislaufverein Wörthersee«)

## Spletne povezave
- Aichwaldsee Arhivirano 2015-07-17 na Wayback Machine./Dobiško jezero (Kärntner Institut für Seenforschung)